# حتمية اقتصادية
الحتمية الاقتصادية هي نظرية ترى أن العلاقات الاقتصادية (مثل كون المرء مالكا أو رأسماليا أو عاملا أو بروليتاريا) هي الأساس الذي تقوم عليه جميع التدابير الاجتماعية والسياسية في المجتمع. تؤكد النظرية أن المجتمعات تنقسم إلى طبقات اقتصادية متنافسة تحدد طبيعة النظام الاقتصادي قوتها السياسية النسبية. في صياغتها المرتبطة بكارل ماركس، يتم التركيز على البروليتاريون الذين يعتبرون عالقين في صراع طبقي مع الطبقة الرأسمالية، سوف ينتهي بنهاية المطاف بثورة تسقط النظام الرأسمالي والتطور التدريجي نحو الاشتراكية. يرفض بعض المفكرون الماركسيون فكرة الحتمية الاقتصادية المبسطة وأحادية الجانب معتبرينها شكل من أشكال «الماركسية المبتذلة»، أو «الاقتصادوية»، التي ليس لها ذكر في مؤلفات ماركس.
في تاريخ  الكتابة الأميركي يرتبط هذا المصطلح مع المؤرخ تشارلز بيرد (1874-1948)، الذي لم يكن ماركسيا ولكنه شدد على المنافسة السياسة بعيدة المدى بين مصالح البنوك التجارية من جهة والمصالح الزراعية من جهة أخرى.

## علاقتها بالفلسفة الماركسية
وفقا لماركس، ينتج كل نمط إنتاج الظروف المادية لإعادة إنتاج نفسه، أي، الأيديولوجيا (التي تجمع جميع المجالات السياسية القانونية والثقافية). وبالتالي تسمح الأيديولوجية لنمط الإنتاج بإعادة إنتاج نفسه. وعلاوة على ذلك، يقال أن ماركس وإنجلز قد اعتقدا،  بأنه لو قامت قوة ثورية بتغيير نمط الإنتاج، ستسعى الطبقة السائدة فورا إلى خلق مجتمع جديد لحماية هذا النظام الاقتصادي الجديد. في عصرهما رأى ماركس وإنجلز أن الطبقة الحاكمة قد أنجزت إنشاء نظام اجتماعي واقتصادي جديد، خالقة بشكل فطري مجتمعا يحمي المصالح الرأسمالية. وقد خاطبوا البرجوازية في بيان الحزب الشيوعي قائلين: «إن أفكاركم نفسها ناتجة عن علاقات الإنتاج البرجوازية وعلاقات الملكية البرجوازية، كما أن الحق لديكم ليس إلا إرادة طبقتكم مخطوطة بشكل قانون، هذه الإرادة التي تحدد فحواها ومبناها ظروف الحياة المادية لطبقتكم.» انتقد ماركس الشاب إذن اغتراب الإنسان، وهو المفهوم الذي استعاض عنه في وقت لاحق بنقد تقديس السلعة. «الماركسية المبتذلة» اعتبرت أن العلاقة بين البنية التحتية الاقتصادية والبنية العلوية الأيديولوجية كان  أحادية العلية، وبالتالي آمنوا بالحتمية الاقتصادية. قد انتقد مختلف المنظرون الماركسيون، الذين رفضوها معتبرينها شكلا من أشكال الاقتصادوية أو الاختزالية الاقتصادية. زاعمين أن العلاقة مركبة وتبادلية أكثر مما تزعم الحتمية أحادية الجانب.
يدعي العديد من الماركسيين أن ماركس وإنجلز اعتبرا قانون «الحتمية الاقتصادية» هذا قوة خلاقة في سبيل تقدم البشرية. قال انجلز: «ينبغي البحث عن الأسباب الأخيرة للتغيرات الاجتماعية والانقلابات السياسية كافة، لا في عقول الناس وفي فهمهم المتنامي للحقيقة والعدالة[...] بل في اقتصاد العصر المعني.» ولذلك، دعى إنجلز إلى الثورة تغير البنية الاقتصادية باعتبارها السبيل الوحيد لتحسين المجتمع وإنهاء اضطهاد الطبقة العاملة.

## انتقادات
ماركسيون ودارسو ماركس آخرون — منهم جورج لوكاش، أنطونيو غرامشي، لوي ألتوسير، موريس جودليير، فرانز ياكوبوفسكي، إدوارد بالمر تومبسون ومايكل لوي — يرفضون تماما التأويل القائل بأن ماركس وإنجلز «حتميون اقتصاديون». زاعمين أن هذه الفكرة تقوم على قراءة هزيلة وانتقائية لمؤلفات ماركس وإنجلز.
يحاجج هؤلاء أن هذا التأويل نشأ في السنوات الأولى من الدولية الثانية وقد روج له كارل كاوتسكي ونيكولاي بوخارين، من بين عديدين آخرين. ويشيرون إلى تحفظات انجلز (راجع المادية التاريخية) التي مفادها أنه في حين أن ماركس نفسه كان قد شدد كثيرا على الجوانب الاقتصادية، فإنهما كانا واعين أن هذا لم يشكل في الواقع مجمل المجتمع أو الحياة الاجتماعية. بيد أن البعض قد ينظر إلى هذه التعليقات انجلز محاولة لتخليص نفسه من موقف لا يمكن الدفاع عنه: ماكس فيبر وغيره من المفكرين الاجتماعيين والاقتصاديين المؤثرين والاقتصادية أجمعوا أن آراء ماركس حقا أحادية الجانب فيما يتعلق بالحتمية الاقتصادية. انتقد فيبر البساطة في حجج ماركس واعتقد أن الأفكار والمعتقدات الثقافية والقيم تحدد التقدم الاجتماعي وتطور المجتمع. (راجع كتاب فيبر الأخلاق البروتستانتية وروح الرأسمالية (1905)).
الباحثون غير الماركسيين اعترضوا أيضا قائلين أن الحتمية الاقتصادية تعمم بشكل مفرط، فإن أي تأويل تاريخي جدي للوقائع الاقتصادية  ينبغي دوما أن يأخذ بعين الاعتبار الوقائع غير الاقتصادية.

## راجع أيضا
- التطور البيولوجي الثقافي
- الشيوعية
- المادية الجدلية
- الاقتصاد
- فلسفة التاريخ